# جزيرة لونغسوراناغا
جزيرة لونغسوراناغا وهي جزيرة من جزر إندونيسيا، وتقع في إقليم كالمنتان الشرقية، في أرخبيل بورنيو.